# Ehingen (Mittelfranken)

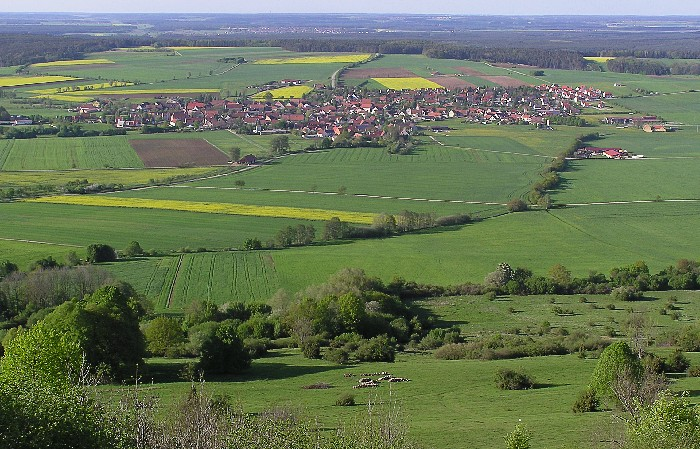
Blick vom Hesselberg auf Ehingen

Ehingen ([ˈeːɪŋən] ⓘ, fränkisch: Ehing) ist eine Gemeinde im mittelfränkischen Landkreis Ansbach sowie Sitz der Verwaltungsgemeinschaft Hesselberg und zählt zur Metropolregion Nürnberg.

## Geografie

### Geografische Lage
Die Gemeinde liegt am Nordfuß des Hesselbergs und wird vom oberen Lentersheimer Mühlbach durchflossen. Nachbargemeinden sind (im Norden beginnend im Uhrzeigersinn): Bechhofen, Arberg, Unterschwaningen, Wassertrüdingen, Röckingen, Gerolfingen, Wittelshofen, Langfurth und Burk.

### Gemeindegliederung
Die Gemeinde hat 16 Gemeindeteile (in Klammern ist der Siedlungstyp angegeben):
- Bergmühle (Einöde)
- Beyerberg (Pfarrdorf)
- Brunn (Weiler)
- Dambach (Kirchdorf)
- Ehingen (Pfarrdorf)
- Ehrenschwinden (Weiler)
- Friedrichsthal (Dorf)
- Hammerschmiede (Einöde)
- Hesselberghaus
- Hüttlingen (Weiler)
- Kaltenkreuth (Einöde)
- Klarhof (Einöde)
- Klarmühle (Einöde)
- Kussenhof (Einöde)
- Lentersheim (Pfarrdorf)
- Schwandmühle (Einöde)

Die Einöden Kreuthof und Ziegelhütte sowie die Notunterkunft Hesselberg sind mittlerweile abgerissen.
Es gibt auf dem Gemeindegebiet die Gemarkungen Beyerberg, Dambach, Ehingen und Lentersheim. Die Gemarkung Ehingen hat eine Fläche von 15,717 km². Sie ist in 1538 Flurstücke aufgeteilt, die eine durchschnittliche Fläche von 10.219,11 m² haben. In ihr liegen neben dem namensgebenden Ort die Gemeindeteile Bergmühle und Hesselberghaus.

## Geschichte

### Bis zur Gemeindegründung
Reste des römischen Limes, die so genannte Teufelsmauer, sind noch im Gemeindegebiet erhalten.
Der Ort wurde in einer Urkunde, die im Zeitraum von 1183 bis 1195 entstand, als „Ahingen“ erstmals urkundlich erwähnt. Dem Ortsnamen liegt der Personenname Aho mit dem althochdeutsch-germanischen Suffix -ingen (= Kinder, Sippe, Angehörige) zugrunde.
Die Burggrafen von Nürnberg und späteren Markgrafen von Ansbach erwarben im 14. Jahrhundert die Herrschaft über das Gemeindegebiet. Neben Ansbach war auch die Grafschaft Oettingen im Ort begütert. Seit 1418 wurden diese Besitzungen vom Oberamt Aufkirchen verwaltet. Die Gemeinde wurde nach dem Dreißigjährigen Krieg die neue Heimat zahlreicher Exulantenfamilien aus Österreich, die vor der Gegenreformation hatten flüchten müssen.
Ehingen lag im Fraischbezirk des ansbachischen Oberamtes Wassertrüdingen. Die Reichsstadt Dinkelsbühl wollte die Fraisch über ihren Güter geltend machen. Die Dorf- und Gemeindeherrschaft hatte das Kastenamt Wassertrüdingen inne. Gegen Ende des 18. Jahrhunderts gab es in Ehingen 151 Anwesen. Außerdem gab es eine Pfarrkirche, eine Kapelle, ein Pfarrhaus und ein Schulhaus. Grundherren waren
- ansbachische Ämter (99 Anwesen; Klosterverwalteramt Auhausen: 1 Wirtschaft mit Braurecht, 4 Güter, 1 Lehengut, 1 Söldengut, 1 Gütlein mit Backrecht, 2 Söldengütlein, 1 Sölde, 4 ganze und 2 halbe Söldenhäuser, 6 Halbhäuser, 8 Güter; Vogtamt Bechhofen: 2 Güter; Verwalteramt Röckingen: 1 Gut, 1 Söldengut, 1 Gütlein, 2 Söldengütlein, 1 Sölde, 7 Söldenhäuser, 4 Halbhäuser; Kastenamt Wassertrüdingen: 1 Mühle, 1 Ziegelhütte, 1 Badhaus, 4 Güter, 2 halbe Gütlein, 1 Haus mit Braustatt, 15 Häuser, 2 Häuslein, 20 Halbhäuser; Bürgermeister und Rat zu Wassertrüdingen: 1 Gut; Kirche Ehingen: 1 Hofgut)
- Oettingen-Spielberg (8 Anwesen; Oberamt Aufkirchen: 4 Sölden, 4 Halbsölden)
- die Reichsstadt Dinkelsbühl (27 Anwesen; Ratamtspflege: 1 Gut mit Schmiederecht; Reichsalmosenpflege: 1 Gütlein; Siechenpflege: 2 halbe Hofgüter, 1 Gütlein, 1 Haus; Spital: 1 Mühle, 10 Güter, 2 halbe Güter, 7 Gütlein, 1 Haus)
- das Domkapitel Eichstätt (Amt Wolferstadt: 1 Söldenhaus)
- die Herrschaft Dennenlohe (2 Anwesen; 1 Gütlein, 1 Söldenhaus)
- Freieigen (14 Anwesen; 13 Güter, 1 Haus).[9][10]

Ab 1792 unterstand das Fürstentum Ansbach – und damit auch Ehingen – der preußischen Verwaltung. Von 1797 bis 1808 unterstand der Ort dem Justiz- und Kammeramt Wassertrüdingen.
1806 kam Ehingen an das Königreich Bayern. Infolge des Gemeindeedikts wurde 1809 der Steuerdistrikt und die Ruralgemeinde Ehingen gebildet, zu dem bzw. zu der die Bergmühle gehörte. Die Gemeinde war in Verwaltung und Gerichtsbarkeit dem Landgericht Wassertrüdingen zugeordnet und in der Finanzverwaltung dem Rentamt Wassertrüdingen (1919 in Finanzamt Wassertrüdingen umbenannt, 1932–1973 Finanzamt Gunzenhausen, seit 1973 Finanzamt Ansbach). Die Verwaltung übernahm 1862 das neu geschaffene Bezirksamt Dinkelsbühl (1939 in Landkreis Dinkelsbühl umbenannt). Die Gerichtsbarkeit blieb beim Landgericht Wassertrüdingen (1879 in Amtsgericht Wassertrüdingen umbenannt), von 1956 bis 1970 war das Amtsgericht Gunzenhausen zuständig, von 1970 bis 1973 das Amtsgericht Dinkelsbühl, das seit 1973 eine Zweigstelle des Amtsgerichtes Ansbach ist. Um 1950 wurde auf dem Gemeindegebiet das Hesselberghaus errichtet. Die Gemeinde Ehingen hatte 1964 eine Gebietsfläche von 15,716 km². Mit der Auflösung des Landkreises Dinkelsbühl im Jahr 1972 kam Ehingen an den Landkreis Ansbach.

### Eingemeindungen
Im Zuge der Gebietsreform in Bayern wurde am 1. Juli 1972 Beyerberg eingemeindet. Dambach und Lentersheim kamen am 1. Mai 1978 hinzu.

### Einwohnerentwicklung
Gemeinde Ehingen
| Jahr      | 1818   | 1840   | 1852   | 1861   | 1867   | 1871   | 1875   | 1880   | 1885   | 1890   | 1895   | 1900   | 1905   | 1910   | 1919   | 1925   | 1933   | 1939   | 1946   | 1950   | 1961   | 1970   | 1987   | 2005   | 2011   | 2016   |
| Einwohner | 916    | 1221   | 942    | 987    | 953    | 921    | 919    | 952    | 960    | 949    | 953    | 907    | 896    | 893    | 875    | 877    | 868    | 837    | 1329   | 1179   | 862    | 874    | 1940   | 2052   | 1979   | 1961   |
| Häuser    | 168    | 167    |        |        |        | 197    |        |        | 197    | 204    |        | 191    |        |        |        | 188    |        |        |        | 196    | 195    |        | 523    |        | 608    | 629    |
| Quelle    | [ 18 ] | [ 19 ] | [ 20 ] | [ 21 ] | [ 22 ] | [ 23 ] | [ 24 ] | [ 25 ] | [ 26 ] | [ 27 ] | [ 20 ] | [ 28 ] | [ 20 ] | [ 29 ] | [ 20 ] | [ 30 ] | [ 20 ] | [ 20 ] | [ 20 ] | [ 31 ] | [ 14 ] | [ 32 ] | [ 33 ] | [ 34 ] | [ 34 ] | [ 34 ] |

Ort Ehingen
| Jahr      | 001818 | 001840 | 001861 | 001871 | 001885 | 001900 | 001925 | 001950 | 001961 | 001970 | 001987 | 002006 | 002016 |
| Einwohner | 910    | 1214   | 984    | 914    | 955    | 900    | 869    | 1055   | 858    | 870    | 892    | *1014  | *984   |
| Häuser    | 167    | 166    |        |        | 196    | 190    | 187    | 195    | 194    |        | 252    |        |        |
| Quelle    | [ 18 ] | [ 19 ] | [ 21 ] | [ 23 ] | [ 26 ] | [ 28 ] | [ 30 ] | [ 31 ] | [ 14 ] | [ 32 ] | [ 33 ] | [ 35 ] | [ 35 ] |

## Politik

### Gemeinderat
Nach der Kommunalwahl am 16. März 2014 hatte der Gemeinderat 14 Mitglieder. Die Wahlbeteiligung lag bei 73,9 %. Die Wahl brachte folgendes Ergebnis:
- Wählergemeinschaft Beyerberg-Lentersheim: sieben Sitze
- Wählergruppe Ehinger Liste: sieben Sitze

Seit der Kommunalwahl am 15. März 2020 hat der Gemeinderat 12 Mitglieder. Die Wahlbeteiligung lag bei 70,0 %. Die Wahl brachte folgendes Ergebnis:
- Wählergemeinschaft Beyerberg-Lentersheim: sechs Sitze
- Wählergruppe Ehinger Liste: sechs Sitze

Weiteres Mitglied und Vorsitzender des Gemeinderates ist der Erste Bürgermeister.

### Bürgermeister
Amtierender Bürgermeister ist seit 2014 Friedrich Steinacker (Wählergemeinschaft Beyerberg-Lentersheim). Er wurde am 15. März 2020 mit 94,7 % der Stimmen wiedergewählt.
- 1876–1887: Friedrich Wiedemann
- 1887–1911: Friedrich Frank sen.
- 1912–1932: Friedrich Bauereisen
- 1932–1935: Friedrich Frank
- 1935–1945: Karl Muschler (NSDAP)
- 1945–1965: Friedrich Bauereisen sen. (ab 1946: CSU), (1895–1965)
- 1965–1996: Friedrich Bauereisen junior (CSU), (1927–2006)
- 1996–2002: Friedrich Steinacker sen. (CSU)
- 2002–April 2014: Karl Engelhard (FUWG)
- seit Mai 2014: Friedrich Steinacker (Wählergemeinschaft Beyerberg-Lentersheim)

### Wappen und Flagge
Wappen
| Wappen von Ehingen | Blasonierung: „Geteilt; oben geviert von Silber und Schwarz, belegt mit einer silbernen Silberdistelblüte; unten gespalten von Silber und Rot mit einem wachsenden Palisadenzaun in verwechselten Farben.“ |
| Wappen von Ehingen | Wappenbegründung: Die Gemeinde Ehingen besteht seit 1978 aus den ehemals selbstständigen Gemeinden Ehingen, Beyerberg, Dambach und Lentersheim. Der Palisadenzaun weist auf den Limes, von der noch Reste im Gemeindegebiet erhalten sind. Die Vierung von Silber und Schwarz erinnert an die Burggrafen von Nürnberg (und späteren Markgrafen von Ansbach), die im 14. Jahrhundert die Herrschaft über das Gemeindegebiet erwarben. Die Farben Rot und Silber stammen aus dem Wappen der Herren von Lentersheim, die ihren Stammsitz im gleichnamigen Ort hatten. Die Silberdistel soll die geografische Lage der Gemeinde am Hesselberg darstellen. Dieses Wappen wird seit 1985 geführt. |

Flagge
Die Gemeindeflagge ist rot-weiß.

## Kultur und Sehenswürdigkeiten

### Museen
- Heimatmuseum Spatz

### Baudenkmäler
- St.-Jakobus-Kirche

### Sport
- SV Beyerberg, Sportverein
- Badeweiher in Ehingen und Beyerberg
- Schützenverein Edelweiss 1903 e. V.
- Vfl Ehingen, Sportverein
- Skilift am Nordhang des Hesselberges

## Wirtschaft und Infrastruktur
Ehingen ist Mitglied im Tourismusverband Romantisches Franken.

### Verkehr
Die Staatsstraße 2248 verläuft nach Lentersheim (3 km südöstlich) bzw. nach Beyerberg (3,8 km nordwestlich). Die Kreisstraße AN 49 führt nach Wittelshofen zur Staatsstraße 2218 (5,1 km südwestlich) bzw. zur Staatsstraße 2221 (4,9 km nordöstlich). Gemeindeverbindungsstraßen führen nach Dambach (1,8 km nordöstlich) und zur Bergmühle (1,6 km südwestlich).
Der Öffentliche Personennahverkehr wird durch den Verkehrsverbund Großraum Nürnberg sichergestellt.

### Radfernwege
Durch die Gemeinde führt der Deutsche Limes-Radweg. Er folgt dem Obergermanisch-Raetischen Limes über 818 km von Bad Hönningen am Rhein nach Regensburg an der Donau.

### Wanderwege
Etwa 500 m nördlich von Ehingen verläuft der Limeswanderweg. Der Theodor-Bauer-Weg führt direkt durch den Ort.

## Bildung
- Grundschule Hesselberg Nord
- Kindergarten Beyerberg
- Kindergarten Arche Noah

## Persönlichkeiten
- Bruno Gutmann (1876–1966), Missionar der Leipziger Mission in Deutsch-Ostafrika und Tanganjika und wissenschaftlicher Erforscher der Chagga-Kultur, starb in Ehingen
- Karl Corino (* 1942), Journalist, Literaturkritiker und Schriftsteller
- Horst Wester (* 1964), Basketballspieler und Politiker (Tierschutzpartei), wohnt vor Ort